# Ludwik Brazylijski
Ludwik Gaston Orleański-Bragança, port.: Luís Gastão Maria José Pio de Orleans e Bragança (ur. 6 czerwca 1938 w Mandelieu-la-Napoule, zm. 15 lipca 2022 w São Paulo) – głowa cesarskiej rodziny Brazylii i pretendent do tronu tego kraju (w latach 1981–2022), książę krwi Francji i Portugalii.

## Życiorys
Ludwik urodził się w Mandelieu-la-Napoule, we Francji. Jego ojcem był książę Piotr Henryk Brazylijski, a matką księżniczka Maria Bawarska (1914–2011), córka księcia Franciszka Marii Wittelsbacha i księżniczki Isabelli von Croÿ. Ludwik był prawnukiem Izabeli Brazylijskiej, księżniczki cesarskiej, najstarszej córki ostatniego cesarza Piotra II.
Urodził się już po zniesieniu wygnania, do którego zmusił rodzinę cesarską pierwszy republikański rząd w 1922 roku. Do Brazylii wrócił jednak dopiero po zakończeniu II wojny światowej w 1945 roku. Wtedy to cesarska rodzina powróciła do ojczyzny i zamieszkała w Petrópolis.
Jego oficjalne tytuły brzmiały: Książę i Jego Cesarska i Królewska Wysokość. W Brazylii, gdzie na co dzień nie używa się już tytułu Dom, Ludwik był regularnie nazywany dom Luiz.
Ludwik nie miał żony ani potomstwa. Po jego śmierci głową cesarskiej rodziny Brazylii został jego młodszy brat – Bertrand Brazylijski.

## Kontrowersje
Jako członek dynastii Orleańskiej-Bragança, Ludwik był spokrewniony z orleańskimi pretendentami do tronu Francji. Według niektórych dynastia Orleańska-Bragança utraciła swoje prawa do tronu francuskiego i status królewskich książąt, ponieważ pretendują do tronu Brazylii ().
Jednak książę Ludwik i tak oficjalnie był królewskim księciem Francji i Portugalii oraz pretendentem do tronu Brazylii jednocześnie.

## Odznaczenia
- Wielki Mistrz Cesarskiego Orderu Naszego Pana Jezusa Chrystusa[3]
- Wielki Mistrz Cesarskiego Orderu Świętego Benedykta z Aviz[3]
- Wielki Mistrz Cesarskiego Orderu Świętego Jakuba od Miecza[3]
- Wielki Mistrz Cesarskiego Orderu Krzyża Południa[3]
- Wielki Mistrz Cesarskiego Orderu Piotra I (order domowy)[3]
- Wielki Mistrz Cesarskiego Orderu Róży (order domowy)[3]
- Baliw Krzyża Wielkiego Honoru i Dewocji Zakonu Kawalerów Maltańskich[3]
- Baliw Krzyża Wielkiego Orderu Konstantyńskiego Świętego Jerzego (order domowy)[3]
- Krzyż Wielki Orderu Niepokalanego Poczęcia Najświętszej Marii Panny z Vila Viçosa (order domowy)[3]